# Chery A3
La Chery A3 è una autovettura prodotta dal 2008 al 2016 dalla casa automobilistica cinese Chery Automobile.

## Storia
La Chery A3 è stata realizzata in collaborazione con la Pininfarina che ha curato la fase di progettazione e di design presso la propria filiale cinese di Shanghai; la Chery dopo l’insuccesso dei precedenti modelli (chiaramente ispirati nello stile a vetture coreane e giapponesi) aveva affidato allo stilista italiano di realizzare un nuovo linguaggio stilistico per le proprie autovetture future. Lo sviluppo parte nel 2004 e nel 2006 lo stile viene approvato e congelato per passare alla fase di ingegnerizzazione. Viene progettata una nuova piattaforma di base a trazione anteriore e venne impostata una scocca molto più rigida in modo da poter omologare e vendere il futuro modello anche nei paesi europei.
Il primo prototipo della nuova “media di segmento C” viene svelato al salone di Shanghai nel 2007 in due varianti di carrozzeria denominate A3 (berlina tre volumi a quattro porte, codice progettuale M11) e A3 Sport (due volumi hatchback a 5 porte, codice progettuale M12). 

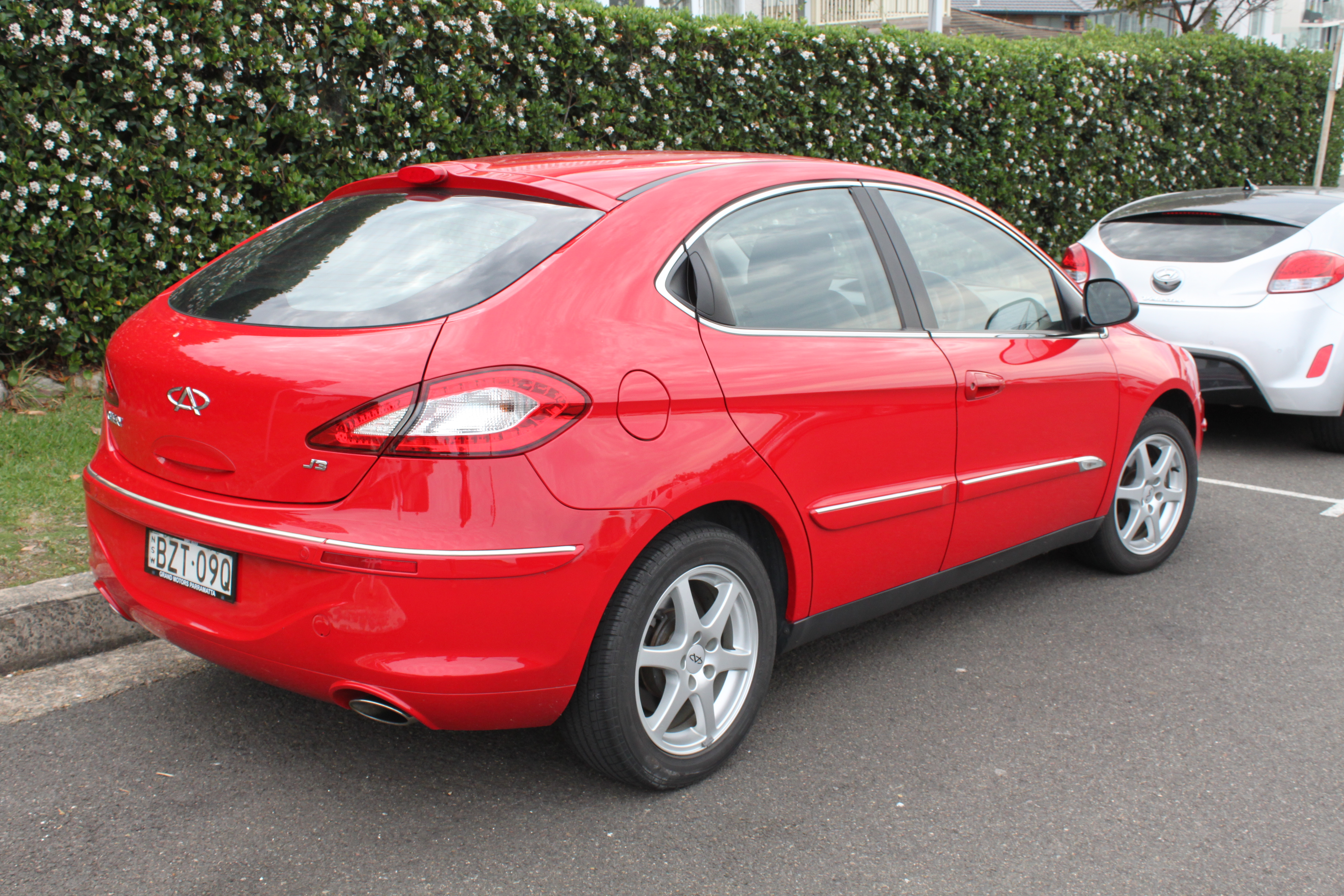
La versione 5 porte

Il modello definitivo viene presentato nel settembre del 2008 nella versione berlina e posto in vendita in Cina alla fine dello stesso anno. La produzione avveniva presso lo stabilimento Chery di Wuhu. Nel gennaio 2009 viene lanciata la versione due volumi hatchback a 5 porte.
Successivamente la vettura incomincia ad essere esportata in numerosi altri paesi quali est Europa, sud est asiatico e sud America. In Taiwan venne assemblata in complete knock down nello stabilimento di Taichung della Shengrong Auto (sussidiaria della Prince Motors) con componenti spediti dalla Cina. Nell’agosto 2011 la A3 in versione berlina inizia ad essere assemblata anche ad Aragua in Venezuela. In molto paesi sud americano sarà ribattezzata come Chery Cielo.

## Meccanica
La Chery A3 utilizza un nuovo telaio rispetto al restante della produzione con trazione anteriore e motore anteriore in posizione trasversale. Il passo è di 2,550 metri. Le sospensioni anteriori possiedono lo schema a ruote indipendenti di tipo MacPherson con barra stabilizzatrice mentre le posteriori sono di tipo indipendenti Multilink a quattro bracci  con barra stabilizzatrice.
Lo scheletro della carrozzeria è realizzato per il 43,9% in acciai alto resistenziali da 600 MPa mentre il restante è in acciai a deformazione programmata. L’impianto frenante è a quattro dischi. 
Tra i dispositivi di sicurezza erano presenti fino a sei airbag, ABS con EBD e controllo di stabilità ESP e trazione.
La gamma motori al debutto era composta dal solo propulsore 1.6 quattro cilindri benzina Acteco 16V DOHC erogante 116 cavalli abbinato ad un cambio manuale a 5 rapporti, successivamente la gamma è stata arricchita da un nuovo 1.6 potenziato a 125 cavalli, un 1.8 aspirato a benzina da 133 cavalli abbinato al cambio manuale a 5 rapporti o automatico a 4 rapporti e un 2.0 aspirato benzina da 138 cavalli solo con cambio automatico a 4 rapporti.